# کنه سفت آفریقای جنوبی
کنه سفت آفریقای جنوبی (نام علمی: Amblyomma hebraeum) نام یک گونه از تیره کنه‌های سفت است.این گونه کنه بومی جنوب آفریقا است.این گونه بومی شرق تا شمال آفریقای جنوبی، سوازیلند، شرق بوتسوانا، بخش های وسیعی از زیمبابوه، و جنوب موزامبیک می باشد.